# Campsis grandiflora
Campsis grandiflora és una espècie de planta del gènere Campsis dins la família de les bignoniàcies (Bignoniaceae). Són plantes angiospermes natives de la Xina i el Japó. És apreciada com a planta ornamental per les seves grans flors en forma de trompeta.
És una planta enfiladissa caducifòlia, amb tiges que poden atènyer els nou metres, se sustenta amb arrels adventícies que d'adhereixen a les superfícies que fa servir com a suport. Les fulles són compostes i imparipinnades, amb els folíols amb el marge serrat. Les flors són hermafridites, en forma de trompeta i de color ataronjat o vermellós, agrupades en inflorescències en panícula. El fruit és un fol·licle que recorda una tavella.